# Menophra ninguruana
Menophra ninguruana là một loài bướm đêm trong họ Geometridae.